# إيرني شيلتون
إيرني شيلتون (بالإنجليزية: Ernie Shelton)‏ هو نحات أمريكي، ولد في 28 أكتوبر 1932.

## وصلات خارجية
- إيرني شيلتون على موقع IMDb (الإنجليزية)